# Marguerite Porter
Marguerite Ann Porter (Doncaster, 30 novembre 1948) è un'ex ballerina britannica, prima ballerina del Royal Ballet dal 1978 al 1989.

## Biografia
Nato a Doncanster, Marguerite Porter ha studiato nello Yorkshire e poi alla Royal Ballet School, dove ha avuto Ninette de Valois tra le sue insegnanti. 
Dopo due anni con la Royal Ballet School, si è unita al corpo di ballo del Royal Ballet, di cui è diventata prima ballerina nel 1978. Nei  suoi vent'anni con la compagnia ha danzato tutti i maggiori ruoli femminili del repertorio, tra cui Aurora ne La bella addormentata, Odette e Odile ne Il lago dei cigni accanto al Siegfried di Rudol'f Nureev, Giulietta in Romeo e Giulietta, Cloe in Dafni e Cloe, Ofelia in Amleto e le eponime protagonista di Manon e Giselle. Dopo il ritiro dalla compagnia ha continuato a danzare per altri tre anni come ballerina ospite sia con il Royal Ballet che con l'English National Ballet. Nel 1998 ha fatto il suo debutto a Broadway interpretando la regina ne Il lago dei cigni di Matthew Bourne.
Nel 1989 ha pubblicato un'autobiografia, Ballerina, A Dancer's Life, e dopo il ritiro dalle scene si è dedicata all'insegnamento alla Royal Ballet School e alla Birmingham Royal Ballet School.
È stata sposata con l'attore Nicky Henson dal 1986 alla morte dell'uomo nel 2019 e la coppia ha avuto un figlio, il musicista Keaton Henson.

## Opere letterarie
- Ballerina: A Dancer's Life, Michael O'Mara Books Ltd., 1989. ISBN 978-1854790255